# Союз ТМ-22
Союз ТМ-22 е пилотиран космически кораб от серията „Союз ТМ“ към станцията „Мир“ и 98-и полет по програма „Союз“.

## Екипаж

#### Основен
- Юрий Гидзенко (1) – командир
- Сергей Авдеев (2) – бординженер
- Томас Райтер (1) – космонавт-изследовател

#### Дублиращ
- Генадий Манаков – командир
- Павел Виноградов – бординженер
- Арне Фулесанг – космонавт-изследовател

## Параметри на мисията
- Маса: 7150 кг
- Перигей: 199 км
- Апогей: 236 км
- Наклон на орбитата: 51,64°
- Период: 88,58 мин

## Описание на полета
„Союз ТМ-22“ извежда в орбита 20-а дълговременна експедиция на станцията „Мир“. След около шестдневен съвместен полет екипажът на 19-а основна експедиция се приземи с кораба Союз ТМ-21.
По време на полета са извършени три излизания в открития космос, а Томас Райтер е първият германец, извършил това.

### Космически разходки
| № | Участници                   | Начало                     | Край                       | Продължителност    |
| - | --------------------------- | -------------------------- | -------------------------- | ------------------ |
| 1 | Томас Райтер Сергей Авдеев  | 20 октомври 1995 11:50 UTC | 20 октомври 1995 17:06 UTC | 5 часа и 16 минути |
| 2 | Юрий Гидзенко Сергей Авдеев | 8 декември 1995 19:23 UTC  | 8 декември 1995 19:52 UTC  | 29 минути          |
| 3 | Юрий Гидзенко Томас Райтер  | 8 февруари 1996 14:03 UTC  | 8 февруари 1996 17:09 UTC  | 3 часа и 6 минути  |

През ноември към станцията се скачва совалката Атлантис, мисия STS-74. Това е четвъртия полет и второ скачване по програма Мир-Шатъл. На борда на совалката се намира и е скачен към станцията „Мир“ т. нар. „Скачващ модул“. Последният е изработен специално за скачване на совалките към станцията. За първи път в космоса се намират представители на САЩ, Русия, Канада и ЕКА на една станция.
По време на полета са посрещнати автоматичните товарни кораби Прогрес М-29 и М-30.
По финансови причини е збавен стартът на следващия екипаж и полетът продължава около два месеца повече от планираното. Томас Райтер става най-продължително летелия неруснак в космоса към момента[ неясно? ].